# Kanon Wakeshima
Kanon Wakeshima (分島 花音 Wakeshima Kanon?,  28 de junio de 1988), es una cantante y chelista de Dark Cabaret originaria de Japón. Producida por Mana (Ex Malice Mizer, actual Moi dix Mois), debuta con su primer Sencillo, "Still Doll" el 28 de mayo de 2008. "Still Doll" se utilizó como banda sonora para la secuencia final del anime Vampire Knight, de la cual ella también participó proporcionado voz a la sirvienta del capítulo 8.
Fue nominada para un premio a la mejor revelación de 2008 en la cuarta edición de Shojo Beat Music Awards, los nominados de los cuales se determinan mediante una encuesta "Las compañías discográficas, periodistas musicales, los expertos de la música y aficionados a la música".

## Biografía
Kanon Wakeshima toca el violoncelo desde los 3 años de edad aun siendo niña. Comenzó a tocar el violoncelo en conjuntos de cuerda en la escuela. Para cuando cumplió quince años, había participado ya en varios conciertos y actuaciones de música clásica. Comenzó a escribir su propia música cuando estaba en secundaria y debutó como cantante a los dieciséis años.
Asistió a una audición en Sony Music Entertainment Japan y logró superarla. Ahora tiene contrato con el sello Sony Records DefSTAR. Además de ser una gran chelista y cantante, Kanon Wakeshima también destaca en la pintura. 
Kanon también ha recibido reconocimiento internacional que abarca en Japón, Francia y EE. UU. Junto con Kanon (bajo, An Cafe) realizaron un sencillo llamado Calendula Requiem del que editaron un PV y una sesión fotográfica para una revista.

## Discografía

### Sencillos
2012.07.11 (ファールプレーにくらり サクラメイキュウ) Foul Play ni Kurari Sakura Meikyuu
- Foul Play ni Kurari (ファールプレーにくらり)
- Sakura Meikyuu (サクラメイキュウ)
- Foul Play ni Kurari - instrumental (ファールプレーにくらり - Instrumental)
- Sakura Meikyuu - instrumental (サクラメイキュウ - Instrumental)

2008.11.12 「砂のお城【初回生産限定盤】」「Suna no Oshiro【Limited Edition】」「Castillo de Arena 【Edición Limitada】」
- 砂のお城 | Suna no Oshiro | Castillo de Arena |
- Skip Turn Step♪ | Skip Turn Step♪ | ♪ |
- 砂のお城 (instrumental ver.) | Suna no Oshiro (Ver. Instrumental) | Castillo de Arena (Ver. Instrumental) |
- Skip Turn Step♪ (instrumental ver.) | Skip Turn Step♪ (Ver. Instrumental) | (Ver. Instrumental) |
- 砂のお城～オルゴール・ヴァージョン～ | Suna no Oshiro (Ver. Box Musical) | Castillo de Arena (Ver. Caja Musical) |

2008.11.12 「砂のお城」「Suna no Oshiro」「Castillo de Arena」
- 砂のお城 | Suna no Oshiro | Castillo de Arena |
- Skip Turn Step♪ | Skip Turn Step♪ | ♪ |
- 砂のお城～オルゴール・ヴァージョン～ | Suna no Oshiro (Ver. Box Musical) | Castillo de Arena (Ver. Caja Musical) |

2008.05.28 「Still Doll」「Still Doll」「 Todavía Muñeca 」
- Still Doll | Still Doll | Muñeca Silenciosa|
- 黒い鳥籠 | Kuroi Torikago | La Jaula Negra|
- Still Doll （オルゴールver） | Still Doll (Ver. Music Box) | Muñeca Silenciosa (Ver. Caja Musical)

2014.10.15 「World's End, Girl's Rondo」「World's End, Girl's Rondo」「El fin del mundo, turno de las chicas」
- World's End, Girl's Rondo | World's End, Girl's Rondo | El fin del mundo, turno de las chicas |
- Continue | Continue| Continuar |
- World's End, Girl's Rondo (instrumental ver.)  | World's End, Girl's Rondo (Ver. Instrumental) | El fin del mundo, turno de las chicas (Ver. Instrumental)
- Continue (instrumental ver.) | Continue (Ver. Instrumental) | Continuar (Ver. Instrmental)

### Álbumes
2010.07.28 「Shoujou shikake no libretto ~LOLITAWORK LIBRETTO~」 「Edición Limitada」
- 01. Shakespeare no Wasuremono ~Prologue~ シェークスピアの忘れ物 ~プロローグ~
- 02. Kajitsu no keikoku 果実の警告
- 03. Dokushoka himegimi 読書家姫君
- 04. twinkle star !
- 05. Toumei no kagi 透明の鍵
- 06. Marmalade sky マーマレードスカイ
- 07. Kuroneko to pianist no tango 黒猫とピアニストのタンゴ
- 08. Princess Charleston プリンセスチャールストン
- 09. Tree of Sorrow
- 10. celmisia
- 11. Otome no march 音女のマーチ
- 12. Shakespeare no wasuremono ~Epilogue~ シェークスピアの忘れ物 ~エピローグ~
- 13. Shoujou shikake no libretto~Storytelling by solita~ 少女仕掛けのリブレット~Storytelling by solita~

DVD
Shoujou shikake no libretto~Storytelling by solita~ PV 少女仕掛けのリブレット~Storytelling by solita~PV
2010.07.28 「Shoujou shikake no libretto ~LOLITAWORK LIBRETTO~」 「Edición Regular」
- 01. Shakespeare no Wasuremono ~Prologue~ シェークスピアの忘れ物 ~プロローグ~
- 02. Kajitsu no keikoku 果実の警告
- 03. Dokushoka himegimi 読書家姫君
- 04. twinkle star !
- 05. Toumei no kagi 透明の鍵
- 06. Marmalade sky マーマレードスカイ
- 07. Kuroneko to pianist no tango 黒猫とピアニストのタンゴ
- 08. Princess Charleston プリンセスチャールストン
- 09. Tree of Sorrow
- 10. celmisia
- 11. Otome no march 音女のマーチ
- 12. Shakespeare no wasuremono ~Epilogue~ シェークスピアの忘れ物 ~エピローグ~
- 13. Shoujou shikake no libretto~Storytelling by solita~ 少女仕掛けのリブレット~Storytelling by solita~

2009.02.18 「侵食ドルチェ【初回生産限定盤】」(Shinshoku Dolce) 「【Limited Edition】」「【Edición Limitada】C
- Sweet Ticket | Sweet Ticket | Dulce Boleto |
- 真紅のフェータリズム | Shinku no Fatarythm |
- 鏡 | Kagami | Espejo |
- Still Doll (album ver.) | Still Doll (album ver.) | Aún Muñeca(album ver.) |
- マボロシ | Maboroshi | Brillante |
- アンニュイ気分！ | Ennui Kibun! |
- 砂のお城 | Suna no Oshiro | Castillo de Arena |
- Monochrome Frame | Monochrome Frame | Marco Monocromo |
- L'espoir ～魔法の赤い糸～ | L'espoir ～Mahou no Akai Ito～ | Esperanza ～Mágico Hilo Rojo～ |
- 黒い鳥籠 | Kuroi Torikago | La Pajarera Negra
- Skip Turn Step♪ | Skip Turn Step♪ | ♪ |
- 白い心 | Shiroi Kokoro | Corazón Blanco
- Sweet Dreams | Sweet Dreams | Dulces Sueños |

## Videografía
- Still Doll | Still Doll | Todavía muñeca |
- 砂のお城 | Suna no Oshiro | Castillo de Arena |
- Toumei no kagi Preview - (el vídeo original no existe)
- Lolitawork Libretto ~ Storytelling by Solita
- Calendula Requiem - (En este video tiene la compañía del bajista de An Cafe, Kanon)